# Plumularia spiralis
Plumularia spiralis är en nässeldjursart som beskrevs av Chantal Billard 1911. Plumularia spiralis ingår i släktet Plumularia och familjen Plumulariidae. Inga underarter finns listade i Catalogue of Life.